# Red Salvadoreña de Medios
La Red Salvadoreña de Medios es una cadena de televisión abierta salvadoreña, surgida tras la unión de Canal 12 (previamente operado por la empresa mexicana As Media), TUTV Canal 11 y Radio Sonora 104.5 FM el 18 de enero de 2016.

## Historia

### Antecedentes
Canal 12 surge el 15 de diciembre de 1984, siendo el primer propietario el Lic. Félix Castillo Mayorga, quien proyectaba un canal moderno, con fuertes relaciones con el Canal 3 de Guatemala y competidor de Telecorporación Salvadoreña. El tema musical del canal era interpretado en marimba y se llamaba Allí te nació la patria. Nació con el ideal de ser un canal competitivo diferente a los existentes en ese entonces, principalmente los de Telecorporación Salvadoreña. El primer presidente del canal fue Julio Rank, quien estuvo encargado de mantener este ideal a través de programas enlatados de producción estadounidense los cuales estaban distribuidos en programas musicales, teleseries y películas. Posteriormente en 1996, se realiza una alianza con el canal TV Azteca de México.
Mientras que Canal 11 comenzó transmisiones en cable en el canal 99 como UFG TV (siendo propiedad de la Universidad Francisco Gavidia) en el año 2002. 
En 2009, UFG TV inicia transmisiones en tele abierta en el canal 15, y como esta frecuencia era de Grupo Megavisión, el canal se convierte en un canal afiliado a esta empresa. En 2012, UFG TV traslada su señal de televisión abierta a canal 37 debido a que Grupo Megavisión recupera la señal del canal para relanzarla como Movie World (canal de televisión enfocado en las películas), y en ese mismo año UFG TV cambia de nombre a Fusión Televisión.
A inicios de 2014, el empresario mexicano-guatemalteco Remigio Ángel González, y su empresa de medios Albavision adquiere Fusión Televisión de la UFG y traslada su señal del canal 37 al 11.
En abril de 2014, el lanzamiento de TV Red (actual TUTV Canal 11) causó una guerra jurídica y mediática perpetrada por el resto de canales privados contra la emisora, pues sostenían que la asignación de la frecuencia 11 en la banda VHF era irregular y que su señal debió haber iniciado en el canal 37. En un principio, la estación inicio transmisiones como TV Red. Su programación consistía en vídeos musicales. Sin embargo, añadió a su grilla el noticiario Noticias 11. Ello implicó a Ángel González a comprar el canal, debido a sus fallas, adquirió el Canal 12 el 12 de mayo de 2015.
En ese mismo año también adquiere Radio Cadena Sonora y con una nueva imagen presentada en agosto de 2015.

### Creación de la Organización
La Red Salvadoreña de Medios (RSM) se funda el 18 de enero de 2016, agrupando a dos canales de televisión llamados Canal 12, TUTV y Radio Sonora.
El Canal 11 TUTV estrenaba películas y series para toda la familia. Posteriormente la unión conllevaría a programar más horas de información, mientras que Radio Sonora tiene alrededor de 16 horas diarias de noticias.

## Televisión
Red Salvadoreña de Medios conforma 2 canales de televisión.
| Logo | Nombre   | Programación                                                            | Fundación               | Canales                 |
| ---- | -------- | ----------------------------------------------------------------------- | ----------------------- | ----------------------- |
|      | Canal 12 | Canal principal generalista, con programación nacional e internacional. | 15 de diciembre de 1984 | 12 (Análogo) 12.1 (TDT) |
|      | TUTV     | Canal de información y entretenimiento.                                 | 10 de abril de 2014     | 11 (Análogo)            |

## Radio
Red Salvadoreña de Medios conforma 1 radio.
| Logo | Nombre       | Programación | Fundación | Emisoras |
| ---- | ------------ | ------------ | --------- | -------- |
|      | Radio Sonora | Informativa  | 1965      | 104.5 FM |